# Rhodocoma fruticosa
Rhodocoma fruticosa är en gräsväxtart som först beskrevs av Carl Peter Thunberg, och fick sitt nu gällande namn av Hans Peter Linder. Rhodocoma fruticosa ingår i släktet Rhodocoma och familjen Restionaceae. Inga underarter finns listade i Catalogue of Life.